# João Pedro Pereira dos Santos
João Pedro Pereira dos Santos, meglio noto come João Pedro (Fortaleza, 22 aprile 1993), è un calciatore brasiliano, attaccante dell'Al-Wasl.

## Carriera
Ha giocato nella massima serie dei campionati saudita ed emiratino.